# Fröbel Akademie
Die Fröbel Akademie ist eine Fachschule für Sozialpädagogik mit Standorten in Köln und Berlin.

## Geschichte
Die Fröbel Akademie gGmbH wurde im August 2018 gegründet und eröffnete im September 2018 den ersten Standort, Fröbel Akademie – staatlich anerkannte Fachschule für Sozialpädagogik, in Berlin.
Im August 2023 wurde mit der Kölner Fröbel Akademie – staatlich genehmigte Fachschule für Sozialpädagogik die zweite Trägerschaft eröffnet. Der Fröbel-Geschäftsführer Stefan Spieker gab in diesem Zusammenhang gegenüber dem Kölner Stadt-Anzeiger an, dass die Fachschulen dazu beitragen sollen, vor dem Hintergrund eines Fachkräftemangels neue Fachkräfte für den gesuchten Beruf des Erziehers auszubilden.

## Standorte
Die Berliner Fachschule für Sozialpädagogik befindet sich seit September 2024 in der Leipziger Straße, nachdem sie zuvor im Haus des Lehrers in Berlin-Mitte untergebracht gewesen war. Die Kölner Fachschule für Sozialpädagogik befindet sich im zehnten Stock des „Tausend-Fenster-Hauses“ am Barbarossaplatz.

## Lehrangebot und Organisation
Die beiden Fachschulen für Sozialpädagogik bilden pädagogische Fachkräfte im Rahmen eines berufsbegleitenden Fachschulstudiums in den Bereichen Sozialpädagogik und Kindheitspädagogik aus. Die Studierenden erhalten sowohl einen Ausbildungsplatz an der Fröbel Akademie als auch eine Praxisausbildung in einem der Fröbel-Kindergärten. Das Angebot richtet sich an Erstauszubildende und an Quereinsteiger. Das dreijährige Fachschulstudium führt zum Berufsabschluss „Staatlich anerkannte Erzieherin / anerkannter Erzieher“.
Die dreijährige Ausbildung findet in praxisintegrierter bzw. berufsbegleitender Form (PIA) statt, wobei der theoretische Unterricht sich blockweise mit der praktischen Ausbildung abwechselt. In der praxisintegrierten Ausbildung besuchen die Auszubildenden die Fachschule an zwei Tagen pro Woche, während sie an den übrigen drei Tagen praktische Erfahrungen in einer Fröbel-Kita sammeln. Zu den Orientierungsprinzipien der Ausbildung bei der Fröbel Akademie zählen die Kompetenz-, Handlungs- und Entwicklungsorientierung, zu den didaktischen Prinzipien die Beziehungsdidaktik, die Gestaltpädagogik und die Ästhetische Bildung.